# Sibilla Aleramo

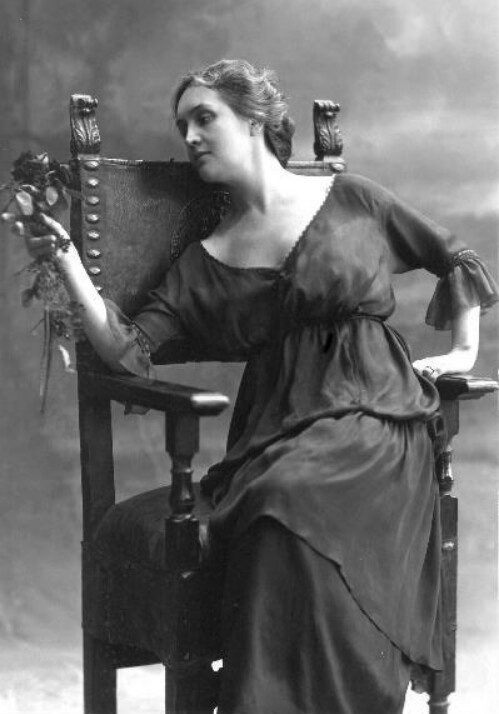
Sibilla Aleramo. Porträtfoto von Mario Nunes Vais.

Sibilla Aleramo, geborene Marta Felicina Faccio (a.k.a. „Rina“) * 14. August 1876 in Alessandria; † 13. Januar 1960 in Rom war eine italienische Schriftstellerin, Dichterin und Feministin.

## Leben
Sibilla ist die älteste von vier Geschwistern. Bis zum Alter von 12 Jahren verbringt sie ihre Kindheit in Mailand. 1881 zieht die Familie  nach Civitanova Marche. Der Vater Ambrosio Faccio, der Lehrer war, hat dort von Graf Claudio Sesto Ciccolini den Direktorenposten für die von ihm errichtete Glasfabrik erhalten. Über den Vater findet Sibilla später eine Arbeit als Angestellte in dieser Fabrik.
Ihre Mutter Ernesta erkrankt 1889 an Depressionen und versucht sich durch einen Sprung vom Balkon ihres Hauses das Leben zu nehmen. Der Zustand der Mutter verschlechtert sich mit den Jahren, sodass sie in ein geschlossenes Haus in Macerata eingeliefert werden muss, wo sie 1917 verstirbt. 1891 wird Sibilla im Alter von 17 Jahren von einem Angestellten der Firma vergewaltigt. Daraufhin wird sie schwanger, verliert jedoch das Kind.
1893 wird Sibilla von ihrer Familie zu einer Heirat mit ihrem Vergewaltiger gezwungen. Am 3. April 1895 wird ihr Sohn Walter geboren. Verstört von den in Una donna erzählten Begebenheiten macht Sibilla 1896 einen Suizidversuch. Durch Briefkontakte beginnt Sibilla in den Jahren 1897/1898 in journalistischen Kreisen bekannt zu werden und für die Triestiner Gazzetta Litteraria und L'Indipendente zu schreiben. Sie arbeitet bei Vita Moderna (einer feministischen Zeitung) und bei Vita Internazionale, einer 14-tägkich erscheinenden politisch-kulturellen Zeitschrift, in der viele Protagonisten des italienischen Positivismus jener Jahre und Schriftsteller wie De Marchi, di Negri und Neera schreiben.
1899 wird Sibillas Mann vom Vater entlassen. Die Familie zieht nach Mailand, wo Sibilla Aleramo die Leitung der sozialistischen Wochenschrift L’Italia femminile, die Emilia Mariani gegründet hatte, übertragen wird. Sie lernt Giovanni Cena, Paolo Mantegazza, Maria Montessori, Ada Negri und Matilde Serao kennen. Es entsteht eine Freundschaft mit Alessandrina Ravizza und sie lernt die Sozialistenführer Anna Kuliscioff und Filippo Turati und den Dichter Guglielmo Felice Damiani kennen.
1900 ist Sibilla gezwungen, wieder nach Porto Civitanova zurückzukehren, da ihr Mann dort die Glasfabrik leiten soll. Zurück in Porto Civitanova intensiviert Sibilla ihre journalistische Arbeit für Vita Internazionale und im Juni schreibt sie den Kerngedanken für Una donna auf.
Im Januar 1902 verlässt Sibilla Mann und Sohn und zieht nach Rom zu Giovanni Cena, dem Dichter und Herausgeber der Zeitschrift Nuova Antologia. Sie hatte ihn bei einer Reise nach Turin kennengelernt. Die Wohnung von Cena und Aleramo wird bald Treffpunkt, wo Leute wie Pirandello, die Montessori, auch Gorkij und die schwedische Schriftstellerin Ellen Key, durch die sie Stefan Zweig kennenlernt, hinkommen. Cena gibt der Schriftstellerin den Namen Sibilla und sie selbst gibt sich den Nachnamen, im Andenken an das Piemonteser Geschlecht der Aleramici. Umsonst versucht sie während dieser Jahre, die rechtliche Trennung von ihrem Mann und das Sorgerecht für ihren Sohn zu erhalten. Sie wird Mitglied bei der Unione Femminile Nazionale, ein Verband der hauptsächlich in ganz Italien Sozialarbeit macht. Sie arbeitet als freiwillige Helferin in einer Ambulanz für arme Kinder in dem römischen Armenviertel Testaccio.
Am 3. November 1906 kommt bei dem Verleger Sten in Turin Una donna heraus. Das Buch hat sofort großen Erfolg und wird einige Jahre später in mehrere europäische Sprachen übersetzt und auch in den USA veröffentlicht.
Sie schreibt in der Tribuna über die Tätigkeit der Unione feminile. Mit Cena fährt sie nach dem Erdbeben von Messina 1908 nach Sizilien und Kalabrien und wird Mitglied der 1909 gegründeten Gesellschaft zur Förderung der Bildung in Süditalien.
1909 verliebt sie sich in Lina Poletti, die sie zu der Favola in ihrem Buch Il Passagio inspiriert und sie von Cena entfernt. 1913 befreundet sie sich mit den Persönlichkeiten des italienischen Futurismus, zu deren Vertretern gemäß ihren Tagebüchern zuerst Vincenzo Cardarelli und später Giovanni Papini, sowie Umberto Boccioni und Raffaello Franchi gehörten. 1914 erhält sie die Redaktion des literarischen Teils von Grande Illustrazione, wo sie Gedichte und Schriften von Rebora u. a. veröffentlicht.
1919 erscheint bei dem Verleger Treves Il passaggio, eine Art lyrische Autobiographie. Bei Bemporad veröffentlicht sie 1920 gesammelte Gedichte, die in diversen Zeitschriften erschienen waren unter dem Titel Momenti. Auch bei Bemporad veröffentlicht sie Andando e stando („Die schönste Prosa, die Sibilla geschrieben hat“, schreibt Emilio Cecchi darüber). Das Buch enthält Reisenotizen, ideologische Schriften, Rezensionen über von Frauen geschriebene Bücher und Lebensabrisse. 1922 erscheint der schon 1914 in der Zeitschrift Illustrazione Italiana publizierte Text Trasfigurazione als Buch. Im März 1923 wird im Théâtre de l'Œuvre das dramatische Poem Endimione inszeniert, findet aber ein schwaches Echo. Vom Sommer bis Herbst 1924 schreibt sie Francesca Diamante „eine Art Totenlied für eine Dichterin, die Suizid beging“, das unveröffentlicht blieb.
Dem Sozialismus nahestehend, verabscheut sie das neue Regime und unterschreibt das von Benedetto Croce 1925 initiierte „Manifesto Antifascista“. Im gleichen Jahr wird sie inhaftiert, weil sie eine Beziehung mit Tito Zaniboni hat, dem Mitplaner eines gescheiterten Attentats auf Mussolini. Sie wird zwar freigelassen, aber ihre journalistische Karriere ist beendet. Dadurch verschlechtert sich ihre nie wirklich gute finanzielle Situation zunehmend. Da die Königin Elena sich für sie einsetzt, erhält Sibilla eine monatliche Rente. Sie wird Mitglied bei der nationalen faschistischen Frauenvereinigung für Künstlerinnen und Akademikerinnen und bei der Autoren- und Schriftstellergewerkschaft. Nach dem Krieg begeistert sie sich für den Kommunismus und tritt der PCI (Partito Comunista Italiano) bei. Sie schreibt für die Unità, Rinascita und Noi Donne und entfaltet eine intensive politisch-kulturelle Aktivität, indem sie in ganz Italien herumreist und ihre Gedichte vorträgt. 1947 wird Selva d'Amore, Gedichte von 1922-42, veröffentlicht. Das Buch wird im Jahr darauf mit dem Premio Viareggio ausgezeichnet.
In den Jahren zwischen 1949 und 1956 werden diverse Schriften, Gedichte und Prosa veröffentlicht und Sibilla reist zweimal nach Russland.
Sibilla Aleramo stirbt am 13. Januar 1960 im Alter von 83 Jahren in Rom.

## Werke (Auswahl)
Prosa
- Una donna. Roman, Società tipografico-editrice nazionale (STEN), Rom/Turin 1906.
  - deutsch: Una donna. Verlag Neue Kritik, Frankfurt am Main 1977, ISBN 3-8015-0149-3.
- Il passagio. Treves, Mailand 1919.
- Amo dunque sono. Mondadori, Mailand 1927.
- Gioie d'occasione miscellanea, Mondadori, Mailand 1930.
- Il frustino, romanzo. Mondadori, Mailand 1932.
- Dosa minore, note di traccuino. Mondadori, Mailand 1938.
- Dal mio diario. 1940-44. Tumminelli, Rom 1945.
- Diario di una donna. 1945-1960.
  - deutsch: Tagebuch einer Frau, ausgewählt und herausgegeben von Alba Morino gekürzt und übersetzt von Gisela Baratta und Maja Pflug: Frauenbuchverlag, München 1980, ISBN 3-921040-92-2; aus dem Italienischen von Ingrid Ickler ; mit einem Nachwort von Elke Heidenreich, München : Eisele Verlag, 2024, ISBN 978-3-96161-185-0
  - deutsch: Liebesbriefe an Lina. Hrsg. Allessandra Cenni, übersetzt von Michaela Wunderle. Verlag Neue Kritik, Frankfurt am Main 1984, ISBN 3-8015-0195-7.
- Lettere a Elio. Editori Riuniti, Rom 1989.

Poesie
- Momenti, Bemporad & figli  1921.
- Endimione, poema drammatico in tre atti, Stock, Rom 1923.
- Poesia. Mondadori, Mailand 1929.

## Film
- 2002: Un viaggio chiamato amore, Regie: Michele Placido. Das Zusammenleben mit Dino Campana. Hauptrollen: Laura Morante und Stefano Accorsi.